# 早見多加志
早見 多加志（はやみ たかし、1979年2月13日 -）は、地方競馬の大井競馬場鈴木啓之厩舎所属の元騎手である。

## 来歴
福永二三雄厩舎から騎手デビュー。2000年10月15日第12回大井競馬3日目第5競走C3三組条件戦イナリエキサイトで初騎乗（11頭立て6番人気9着）。同年11月3日第13回大井競馬5日目第10競走ぎょしゃ座特別（C1二組）をヘリオスヤマトで逃げ切り勝ちし、初勝利をあげる（14頭立て5番人気）。
福永二三雄調教師死去に伴い、月岡健二厩舎へ移籍。
2006年12月2日付けで月岡健二厩舎から荒井隆厩舎へ移籍。
2010年5月1日付けで荒井隆厩舎から鈴木啓之厩舎へ移籍。
地方通算成績は1099戦32勝・2着36回・3着53回・勝率2.9%・連対率6.2%（2011年12月31日現在）
勝負服は入門の福永二三雄調教師が騎手時代に使っていたものを受け継いでいる。
2012年10月16日付で引退した。